# 1710-ті

## Події
- 1710—1713 — Північна війна в Україні
- У Мінську споруджено Архікафедральний собор Пресвятої Діви Марії, будівництво тривало з 1700 до 1710 роки.
- Адріанопольський мирний договір (1713)
- Прутський похід